# VSE (운영 체제)
z/VSE (Virtual Storage Extended)는 최신 DOS/360 세대 계열에 대응하는 IBM 메인프레임 컴퓨터용 운영 체제의 하나로, 1965년에 시작되었다. 저명한 z/OS 보다는 덜 일반화되어 있으며, 더 작은 기기에 주로 사용된다. 주로 z/VSE 개발은 독일에 위치한 IBM의 뵈블링겐 연구소에서 진행된다.

## 개요
DOS/360은 원래 24비트 어드레싱만 지원하였다. 기반 하드웨어가 발전함에 따라 VSE/ESA는 31비트 어드레싱의 지원을 추가하게 되었다. IBM은 2007년에 z/VSE 버전 4를 출시하였다. z/VSE 버전 4는 64비트 z/아키텍처 하드웨어를 요구하며 64비트 리얼 모드 어드레싱을 지원한다. z/VSE 5.1(2011년부터 이용 가능)과 함께 z/VSE는 64비트 가상 어드레싱과 메모리 오브젝트(가상 스토리지 청크)를 도입하였으며 2 GB를 초과하여 할당된다. 최신판은 2015년 11월부터 사용 가능한 z/VSE 6.1.0이며, z/VSE 2.1용의 새로운 CICS 트랜잭션 서버를 포함한다.

## 오래된 버전의 z/VSE
z/VSE 3.1 이후로 기억 장치로의 파이버 채널 접속이 지원되지만 IBM의 엔터프라이즈 스토리지 서버 (ESS) 이후로 국한된다. z/VSE 3.1은 z/VSE 4와 달리 지금도 31비트 메인프레임과 호환된다. 이 버전은 2009년까지 지원되었다. z/VSE 4.2는 더 이상 2012년 10월 이후로 지원되지 않고 있다.
이전 세대의 VSE/ESA 2.7의 경우 2007년 2월 28일 이후로 더 이상 지원되지 않고 있다.

## 같이 보기
- Z/OS
- 트랜잭션 처리 기능
- Z/VM